# Scaptodrosophila oenops
Scaptodrosophila oenops är en tvåvingeart som först beskrevs av Mcevey och Bock 1982.  Scaptodrosophila oenops ingår i släktet Scaptodrosophila och familjen daggflugor. Inga underarter finns listade i Catalogue of Life.